# Lucas Tramèr
Lucas Tramèr (født 1. september 1989 i Interlaken, Schweiz) er en schweizisk roer, olympisk guldvinder, tredobbelt verdensmester og firedobbelt europamester.
Tramèr vandt en guldmedalje i letvægtsfirer ved OL 2016 i Rio de Janeiro, sidste gang denne disciplin var med på OL-programmet. Bådens øvrige besætning var Simon Schürch, Simon Niepmann og Mario Gyr. Schweizerne vandt finalen foran Danmark, der fik sølv, mens Frankrig tog bronzemedaljerne. Han var også med i båden ved OL 2012 i London, hvor schweizerne sluttede på femtepladsen.
Tramèr har desuden vundet hele tre VM- og fire EM-guldmedaljer gennem karrieren, alle i enten letvægtstoer eller letvægtsfirer.

## OL-medaljer
- 2016:  Guld i letvægtsfirer